# عباس بن فرناس
أَبُو اَلْقَاسِمْ عَبَّاسْ بْنْ فِرْنَاسْ بْنْ وَرْدَاسْ اَلتَّاكِرْنِي هو عالم مخترع موسوعي مسلم أندلسي. ولد في رندة بالأندلس، في زمن الدولة الأموية في الأندلس، واشتهر بمحاولته الطيران. إضافة إلى كونه شاعراً وعالمًا في الرياضيات والفلك والكيمياء والهندسة.
عُرف ابن فرناس في الغرب باللاتينية باسم «Armen Firman»، إلا أن مصادر أخرى تشير إلى أنهما شخصان مختلفان نهائيا عن بعضهما. قدم ابن فرناس مُساهمات مختلفة في مجال علم الفلك والهندسة. قام ببناء جهاز يشير إلى حركة الكواكب والنجوم في الكون. بالإضافة إلى ذلك، توصل إلى طريقة لتصنيع زجاج عديم اللون صنع من خلاله عدسات مكبرة للقراءة، والتي كانت تُعرف باسم "أحجار القراءة".

## حياته

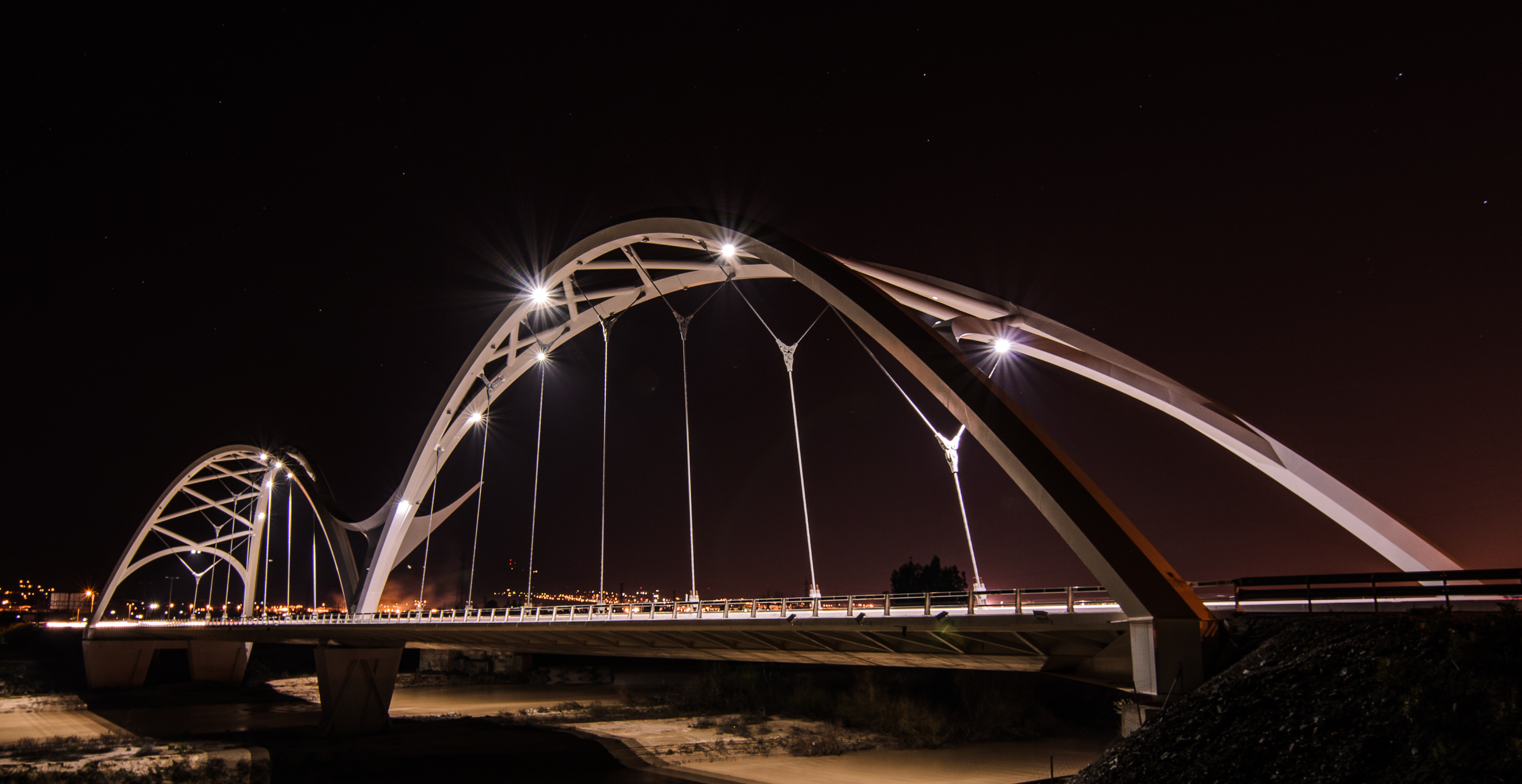
جسر عباس بن فرناس في قرطبة.

أبو القاسم عباس بن فرناس بن ورداس التاكرني ولد في تاكُرنّا من أعمال رندة، نشأ في قرطبة ودرس بها، وبرع في الفلسفة والكيمياء والفلك. وعاصر الأمراء الحكم بن هشام وابنه عبد الرحمن وحفيده محمد، وكان منهم مقربًا ومن شعراء البلاط، حتى أن عبد الرحمن بن الحكم اتخذه معلمًا له لعلم الفلك وكانوا يطلقون عليه لقب «حكيم الأندلس». كما كان شاعرًا لبيبًا استطاع فك كتاب العروض للفراهيدي، إضافة إلى براعته في فن الموسيقى وضرب العود.
وقد ذاع صيت ابن فرناس باختراعاته التي سبقت عصره. واتهم ابن فرناس بالكفر والزندقة، وعقدت محاكمته بالمسجد الجامع أمام العامة، إلا أنها انتهت بتبرئته لما كان في الاتهامات من مبالغات وجهل. وقد توفي عباس ابن فرناس في أواخر عهد الأمير محمد بن عبد الرحمن.

## أصله
لم يذكر معظم المؤرخين القدماء الذين وثقوا سيرته أصله مثل أبو بكر الزبيدي (ت 989م) في طبقات النحويين واللغويين والحميدي (ت 1095م) في جذوة المقتبس في ذكر ولاة الاندلس وابن عميرة الضبي (ت 1202م) في بغية الملتمس في تاريخ رجال أهل الأندلس ومجد الدين الفيروزآبادي (ت 1414م) في البلغة في تراجم أئمة النحو واللغة وجلال الدين السيوطي (ت 1505م) في بغية الوعاة في طبقات اللغويين والنحاة وأحمد المقري التلمساني (ت 1632م) في نفح الطيب من غصن الاندلس الرطيب، في حين ذكر ابن سعيد المغربي (ت 1288 م) في كتابه المغرب في حلى المغرب أن «بيته في برابر تاكرنا» وذكر السيوطي في كتب الوسائل في مسامرة الأوائل نقلا عن كتاب عقلاء المجانين أنه «من البربر» وذكر الصفدي (ت 1362م) أنه مغربي في كتابه الوافي بالوفيات كنيةً بقوله «عباس بن فرناس المغربي» في حين يعتقد المؤرخ عبد الحميد العبادي أستاذ التاريخ الإسلامي بجامعة فؤاد الأول، أن «أبو القاسم عباس بن فرناس بن ورداس من مولدي الأندلس أي إسباني الأصل»

## أعماله
صمم ابن فرناس ساعة مائية عُرفت باسم «الميقاتة»، وتوصل إلى طريقة لتصنيع الزجاج الشفاف من الحجارة، كما صنع نظارات طبية، إضافة إلى ذات الحلق التي تتكون من سلسلة من الحلقات تمثل محاكاة لحركة الكواكب والنجوم، وطوّر طريقة لتقطيع أحجار المرو في الأندلس عوضًا عن إرسالها إلى مصر لتقطيعها. وفي مجال الكتابة، صنع ابن فرناس أول قلم حبر في التاريخ، حيث صنع أسطوانة متصلة بحاوية صغيرة يتدفق عبرها الحبر إلى نهاية الأسطوانة المتصلة بحافة مدببة للكتابة.
في منزله، بنى ابن فرناس غرفة كنموذج يحاكي السماء، يرى فيها الزائر النجوم والسحاب والصواعق والبرق، التي كان يصنعها من خلال تقنيات يديرها من معمله أسفل منزله. كما ابتكر بعض أنواع رقاص الإيقاع.
أما أعظم إنجازاته، فهي استخدامه جناحين في محاولة منه للطيران، بالقرب من قصر الرُصافة في بغداد، والتي تحدث عنها المقري، ليسبق ابن فرناس بذلك محاولة إلمر المالمسبوري للطيران بطائرة شراعية في إنجلترا بين عامي 1000-1010 التي لم تجد من يوثقها.

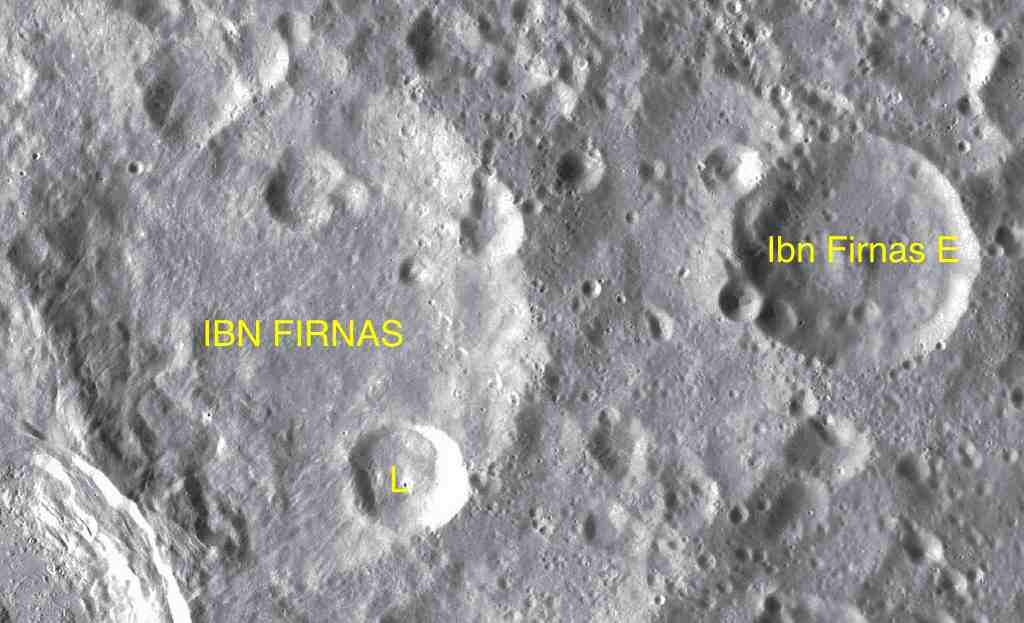
الفوهة القمرية المسماة "ابن فرناس".

## تكريمه
حديثًا، وتكريمًا لاسمه، سُميّت فوهة قمرية باسمه. كما وضع تمثال له أمام مطار في بغداد، كتب عليه «أول طيار عربي ولد في الأندلس». وأصدرت ليبيا طابعاً بريدياً باسمه، وأطلق اسمه على فندق مطار طرابلس، وسمي مطار آخر شمال بغداد باسمه «عباس بن فرناس». وفي 14 يناير 2011، افتتح جسر عباس بن فرناس في قرطبة على نهر الوادي الكبير، في منتصفه تمثال لابن فرناس مثبّت فيه جناحين يمتدان إلى نهايتي الجسر، وهو من تصميم المهندس خوسيه لويس مانثاناريس خابون. وفي رندة، افتتح مركز فلكي يحمل اسمه.

## وصلات خارجية
- بوابة الشعراء: ديوان عباس بن فرناس
- عَبَّاس بن فِرْناس - موسوعة الأعلام، خير الدين الزركلي، 1980
- عباس بن فرناس - الموسوعة العربية الميسرة، 1965
- ابن فرناس، عباس - موسوعة المورد، منير البعلبكي، 1991
- العالم العربي عباس ابن فرناس
- علماء من أصل عربي – عباس ابن فرناس
- رجل ألماني يطير على طريقة عباس بن فرناس